# Cannelton
Cannelton is een plaats (city) in de Amerikaanse staat Indiana, en valt bestuurlijk gezien onder Perry County.

## Demografie
Bij de volkstelling in 2000 werd het aantal inwoners vastgesteld op 1209.
In 2006 is het aantal inwoners door het United States Census Bureau geschat op 1156, een daling van 53 (-4,4%).

## Geografie
Volgens het United States Census Bureau beslaat de plaats een oppervlakte van
4,0 km², waarvan 3,8 km² land en 0,2 km² water. Cannelton ligt op ongeveer 125 m boven zeeniveau.

## Plaatsen in de nabije omgeving
De onderstaande figuur toont nabijgelegen plaatsen in een straal van 16 km rond Cannelton.